# Калініна Наталія Георгіївна
Ната́лія Гео́ргіївна Калі́ніна (16 грудня 1973) — українська радянська спортивна гімнастка. Заслужений майстер спорту (1991).

## Життєпис
Народилась 1973 року в місті Херсон. Займалася спортивною гімнастикою. Спортивний шлях почала у Херсонській ДЮСШ № 3. Багаторазова чемпіонка України. Виступала за спортивне товариство «Динамо» (Херсон, 1979—1996).
- 1989
  - срібна призерка чемпіонату СРСР у вправах на брусах
  - бронзова призерка Кубка СРСР у багатоборстві
- 1990
  - Чемпіонка Європи у вправах на брусах, срібна призерка у багатоборстві та вправах на колоді
  - Абсолютна чемпіонка Ігор доброї волі (Сіетл, 1990)
  - Володарка Кубка Америки (1990)
  - абсолютна чемпіонка СРСР зі спортивної гімнастики
  - бронзова призерка чемпіонату СРСР у вправах на брусах, колоді і у вільних вправах
- 1991
  - чемпіонка світу зі спортивної гімнастики у командному заліку (Індіанаполіс)
  - срібна призерка чемпіонату СРСР у вправах на брусах, бронзова — у багатоборстві
- 1992
  - До об'єднаної команди на літніх Олімпійських іграх-1992 не увійшла — не можна було заявляти чотирьох із семи гімнасток з однієї республіки (троє українців вже були в списку).
- 1993
  - Чемпіонка у вправах на брусах, опорному стрибку та командному заліку XVII літньої Всесвітньої універсіади (Буффало, США)
- 1994
  - чемпіонка України зі спортивної гімнастики у багатоборстві
  - бронзова призерка чемпіонату Європи у командному заліку — вона та Булахова Ірина й Лілія Подкопаєва
- 1995 рік — учасниця XVIII літньої Всесвітньої універсіади зі спортивної гімнастики (Фукуока, Японія)

Закінчила Київський університет фізичної культури (1996). 1996 році переїхала до Москви, де виступала у цирку. Там вона познайомилася з колегою-виконавцем Михайлом Цициліним. Вони одружилися та переїхали до рідного міста чоловіка Воронежа (Росія), де пара почала тренувати гімнастів. Працювала тренером у місті Воронеж (1997—1999). Від 1999 мешкає у місті Сан-Франциско, де працює тренером (від 2000).
На початку 1999 року з чоловіком переїхали до Сан-Франциско. З 2000 року вони працюють у гімнастичному клубі в Сан-Матео (Каліфорнія).